# Pasternak (Węgorzewo)
Pasternak (deutsch Waldhof) ist ein Ort in der polnischen Woiwodschaft Ermland-Masuren, der zur Stadt- und Landgemeinde Węgorzewo (Angerburg) im Powiat Węgorzewski (Kreis Angerburg) gehört.

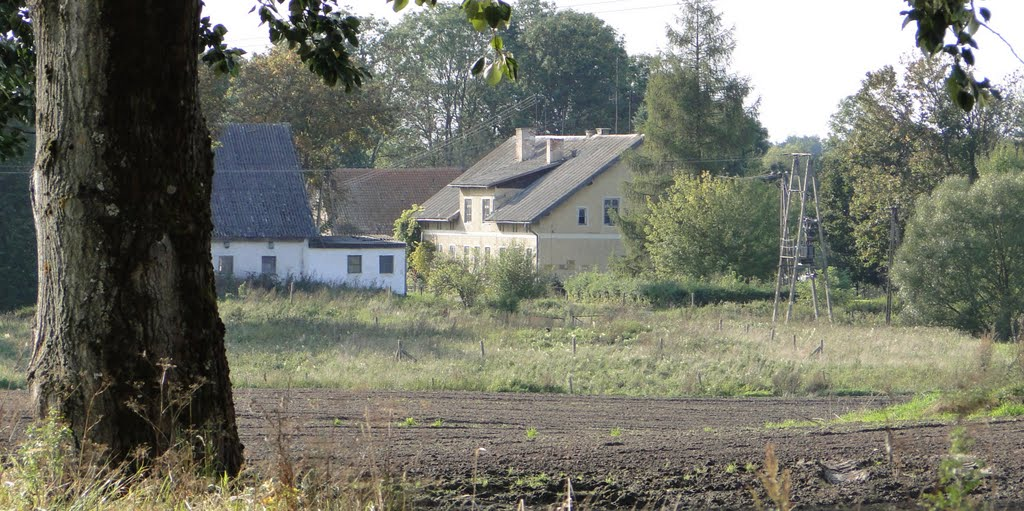
Ehemaliger Gutshof in Pasternak

## Geographische Lage
Pasternak liegt im Nordosten der Woiwodschaft Ermland-Masuren im früheren Südosten des Kreises Gerdauen, der heute bis auf diesen Bereich zur Oblast Kaliningrad (Gebiet Königsberg (Preußen)) in Russland gehört. Die einstige Kreisstadt Gerdauen (russisch Schelesnodoroschny) liegt 22 Kilometer nordwestlich, die heutige Kreismetropole Węgorzewo (Angerburg) 13 Kilometer südöstlich.

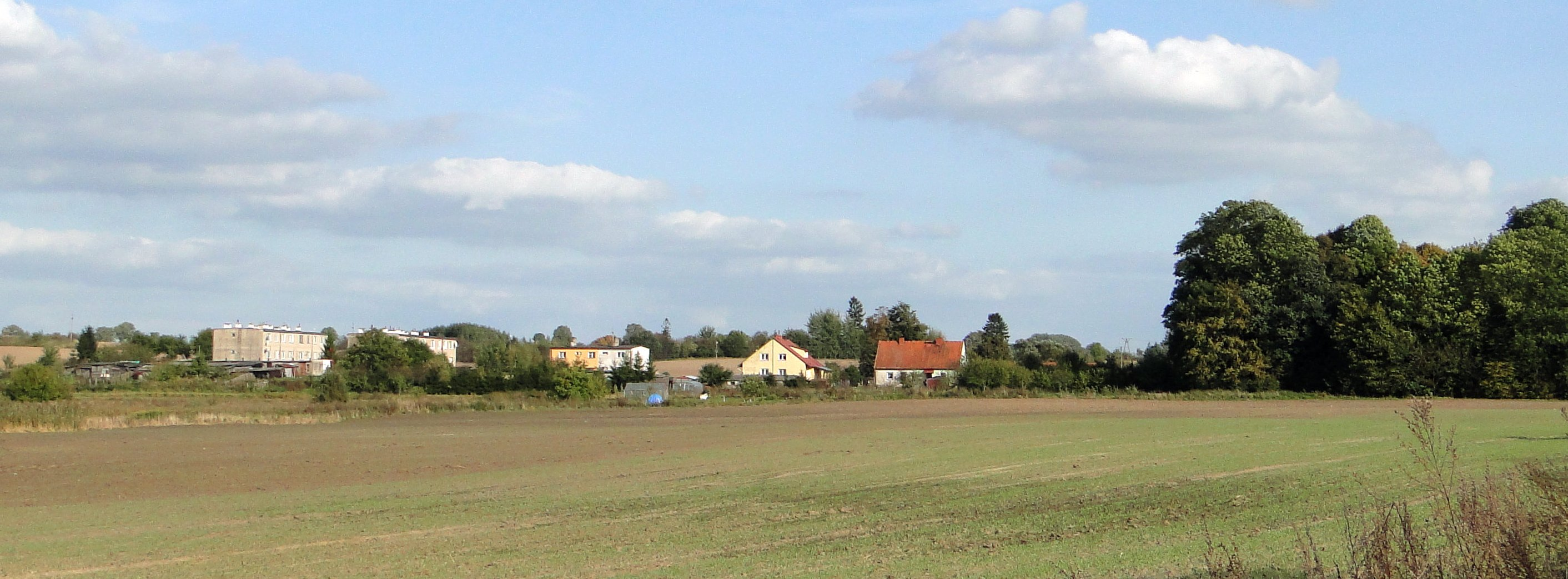
Blick auf Pasternak

## Geschichte
Das Gründungsjahr des früher Waldhof genannten Ortes ist das Jahr 1844. Damals entstand der Ort als Vorwerk zu Raudischken (1938 bis 1945 Raudingen, polnisch Rudziszki). Am 23. November 1874 wurde aus dem Vorwerk Waldhof der Gutsbezirk Waldhof gebildet, der zum Amtsbezirk Raudischken – 1939 bis 1945 „Amtsbezirk Reuschenfeld“ – kam, der zum Kreis Gerdauen im Regierungsbezirk Königsberg der preußischen Provinz Ostpreußen gehörte.
Der Gutsbezirk Waldhof zählte 1910 insgesamt 65 Einwohner. Am 30. September 1928 gab Waldhof seine Eigenständigkeit wieder auf und wurde – zusammen mit dem Gutsbezirk Wilhelmssorge (russisch Garschino, nicht mehr existent) in die Landgemeinde Reuschenfeld eingemeindet.
1945 kam Waldhof in Kriegsfolge mit dem südlichen Bereich Ostpreußens zu Polen, während der nördliche Bereich der Sowjetunion zugeordnet wurde. Waldhof heißt seither „Pasternak“ und „wechselte“ vom Kreis Gerdauen in den Powiat Węgorzewski (Kreis Angerburg). Pasternak ist jetzt eine Ortschaft im Verbund der Stadt- und Landgemeinde Węgorzewo, vor 1998 der Woiwodschaft Suwałki, seither der Woiwodschaft Ermland-Masuren zugehörig.

## Religionen
Die Bevölkerung Waldhofs war vor 1945 überwiegend evangelischer Konfession und gehörte zur Kirche in Nordenburg (russisch Krylowo) im Kirchenkreis Gerdauen innerhalb der Kirchenprovinz Ostpreußen der Kirche der Altpreußischen Union. Heute gehören die evangelischen Kirchenglieder Pasternaks zur Kirchengemeinde in Węgorzewo, einer Filialgemeinde der Pfarrei in Giżycko (Lötzen) in der Diözese Masuren der Evangelisch-Augsburgischen Kirche in Polen.
Die vor 1945 zahlenmäßig wenigen Katholiken waren der Pfarrkirche St. Bruno in Insterburg (russisch Tschernjachowsk) im Bistum Ermland zugeordnet. Heute sind die mehrheitlich katholischen Einwohner Pasternaks Teil der Pfarrei St. Josef in Węgielsztyn (Engelstein) mit der Filialkirche in Perły (Perlswalde) im Bistum Ełk der Römisch-katholischen Kirche in Polen.

## Verkehr
Pasternak liegt an einer Nebenstraße, die von Biedaszki (Biedaschken, 1938 bis 1945 Wieskoppen) über Wesołowo (Groß Wessolowen, 1938 bis 1945 Raudensee) zur Landesstraße DK 63 bei Rudziszki (Raudischken, 1938 bis 1945 Raudingen) führt.
Bis 1945 war Reuschenfeld (polnisch Ruskie Pole, nicht mehr existent) die nächste Bahnstation und lag an der heute nicht mehr betriebenen Bahnstrecke Königsberg–Angerburg.